# بروسبكت بارك
بروسبكت بارك (بالإنجليزية: Prospect Park) هي حديقة عامة في بروكلين في نيويورك، تبلغ مساحتها 2.37 كلم مربع، صممها فريدريك لو أولمستد وكالفرت فاوكس، وتم افتتاحها في 19 أكتوبر 1876.
الحديقة محاطة بالأحياء التالية، بارك سلوب، حدائق بروسبيكت - ليفيرتس، ديتمارس بارك، ويندسور تيراس وفلاتبوش آفنيو، غراند آرمي بلازا وحدائق بروكلين النباتية.
تدار حديقة بروسبيك بارك من قبل دائرة الحدائق والترفيه في مدينة نيويورك. هذه الحديقة جزء من مشروع طريق بروكلين - كوينز الأخضر.
تتضمن أهم معالم الحديقة المرج الطويل، وهو مرج يمتد على مساحة 36 هكتار؛ منزل النزهة، والذي يتضمن عدة مكاتب وقاعة تتسع لحوالي 175 شخص؛ فيلا ليتجفيلد، وهي المنزل السابق للسيد إيدوين كلارك ليتجفيلد، أحد مطوري هذا الحي، والمالك السابق لما هو الآن الجزء الجنوبي من الحديقة؛ حديقة حيوانات بروسبيكت بارك، محمية طبيعية كبيرة تديرها منظمة المحميات البرية؛ الميناء، وهو مركز للزوار وأول مركز لمنظمة محميات الأودوبون؛ توجد ضمن الحديقة البحيرة الوحيدة في بروكلين، والتي تمتد على مساحة 24 هكتار؛ بالإضافة إلى مسرح الهواء الطلق الذي يستضيف حفلات مجانية خلال فصل الصيف؛ تحتوي الحديقة أيضا على مرافق رياضية بما فيها سبع ملاعب بيسبول في منطقة المرج الطويل، ومركز بروسبيكت بارك للتينس، وملاعب كرة سلة وكرة قدم، ونادي نيويورك للكرة الحديدية في ساحة الاستعراضات.

## لمحة تاريخية
كانت المنطقة التي تمتد عليها الحديقة الآن عبارة عن غابات، ولكنها تحولت إلى مرعى بعد قرنين من الإستعمار الأوروبي. لا تزال هناك تجمعات من الأشجار في منطقة مستنقعات الأعشاب المتمركزة جنوب الشارع التاسع وجادة فلاتبوش وفي مستنقع آخر كبير شمال الجادة التاسعة، وتحتوي على أشجار الكستناء والحور الأبيض والبلوط. تم الحفاظ على بعض هذه التجمعات الشجرية في منطقة الوادي داخل الحديقة وسميت بـ «آخر غابات بروكلين».

## معرض صور

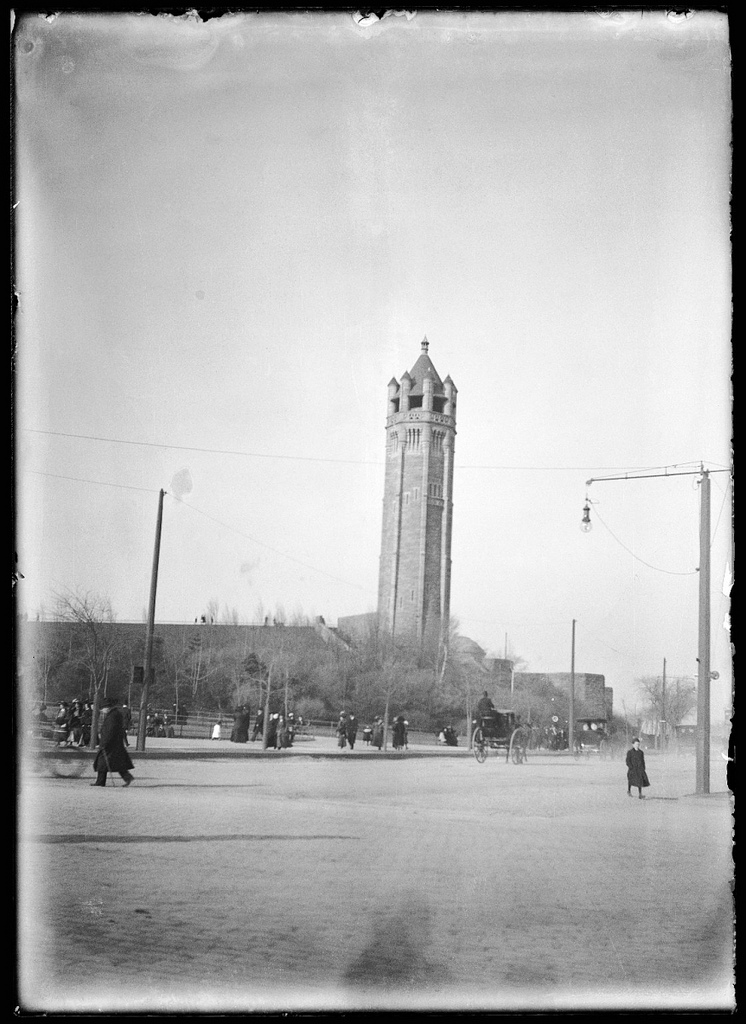
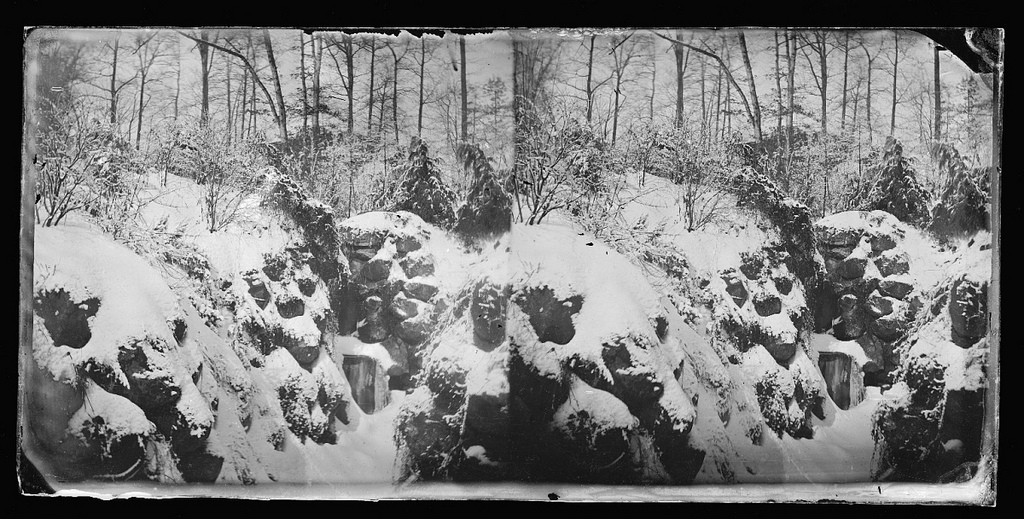
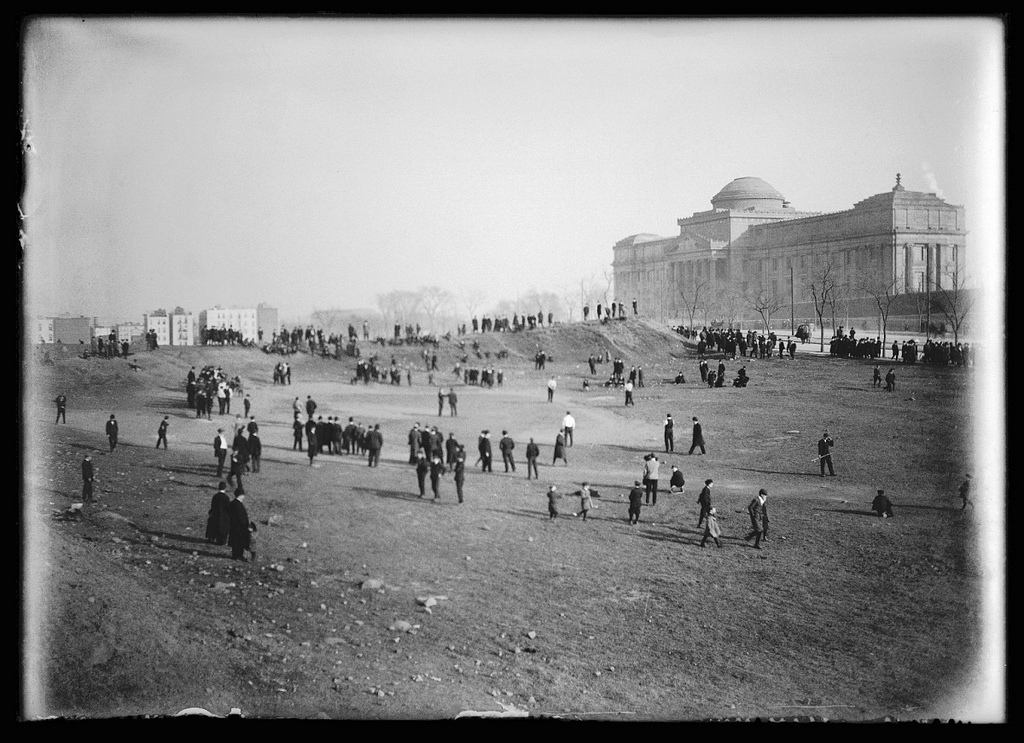
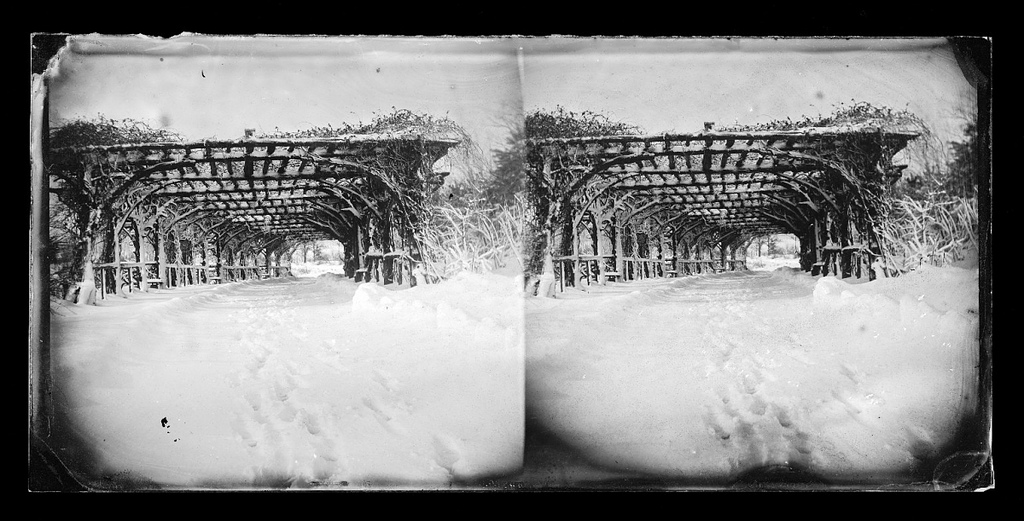
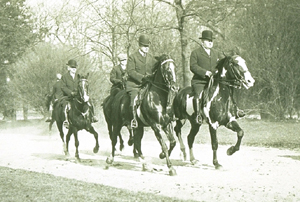